# Horst Winkelmann
Horst Winkelmann (* 8. März 1940 in Bremen) ist ein ehemaliger deutscher Botschafter.

## Leben
Horst Winkelmann ist der Sohn von Otto Winkelmann (Studienrat in Ilfeld, seit 1944 in Bessarabien vermisst) und Annemarie Winkelmann, geb. Horst. Er verbrachte seine Volksschulzeit in Lauenau, einen Teil der Oberschulzeit in Bad Nenndorf und legte schließlich im Februar 1959 beim Gymnasium Adolfinum Bückeburg seine Reifeprüfung ab.
Winkelmann studierte von 1960 bis 1965 Jura, Deutsch, Geschichte und Politikwissenschaft an dem Leibniz Kolleg der Universität Tübingen. Nach beiden Staatsprüfungen wurde er 1968 wissenschaftlicher Mitarbeiter an der Freien Universität Berlin und dort 1970 promoviert. Nach einer kurzen Zeit als Stipendiat der Deutschen Forschungsgemeinschaft an der Lomonossow-Universität in Moskau, wechselte er 1971 ins Bundesministerium für innerdeutsche Beziehungen. Dort avancierte er von 1981 bis 1986 zum Abteilungsleiter und Stellvertreter des Bevollmächtigten der Bundesregierung für Berlin-West.
1986 erfolgte der Wechsel ins Auswärtige Amt. Er war Botschafter oder Gesandter in mehreren Ländern:  1987 bis 1992 war er in der Botschaft Moskau Gesandter. 1992 bis 1995 war er Botschafter in Äthiopien und Eritrea. 1998 bis 2001 war er Botschafter in Belarus. Nachdem Winkelmann am 26. Mai 1998 seinen Akkreditierungsbrief bei der Regierung von Aljaksandr Lukaschenka in Minsk vorgelegt hatte, verließ er Ende Juni 1998 zusammen mit weiteren Botschaftern Belarus, nachdem begonnen wurde, ihre Residenzen in der Waldsiedlung Drasdy nahe Minsk, in der auch Präsident Lukaschenko lebt, unangekündigt zu sanieren und man die Energie- und Wasserversorgung abtrennte. 2001 bis 2005 war er Botschafter in Norwegen. Am 29. Juni 2005 wurde ihm das Großkreuz des Königlich Norwegischen Verdienstordens verliehen.
Seit dem 1. Juli 2005 ist er im Ruhestand.

### Weitere Aktivitäten
1971 erschien sein Buch Die Lehre vom Verwaltungshandeln in der sowjetischen Verwaltungsrechtslehre.
Auf der 19. Sitzung des World Heritage Committee der UNESCO in Berlin vom 4. bis 9. Dezember 1995 wurde Winkelmann mit Lambert Messan aus Niger zum Vorsitzenden und Sprecher gewählt.
2009 leitete Winkelmann mit dem ehemaligen Landgerichtsdirektor Roland Kollwitz eine Expertenkommission, die den Untergang dreier Stralsunder Einbäume vor dem Anlegen in Formaldehyd aufklärte.